# Leg ihn um, Django
Leg ihn um, Django (Originaltitel: Vado… l’ammazzo e torno, Alternativtitel: Glory, Glory Halleluja) ist ein Italowestern aus dem Jahr 1967; in Deutschland gelangte er am 28. März 1969 in die Kinos.

## Inhalt
Drei Fremde reiten in eine Stadt ein. Ein drei Särgen folgender Pistolero schießt sie nieder. Django sucht nach dem wegen eines Überfalls auf der Flucht befindlichen Monetero, dessen Kopfgeld nach der Räuberei sicher steigt. Monetero wird in einem Fort gefangengesetzt. Der Bankbeamte Clayton, Leidtragender des Überfalls, will Monetero lieber lebend haben. Django befreit Monetero, der sich als wenig dankbar erweist. Clayton spielt eine undurchsichtige Rolle und verbündet sich mit Django. Alle drei treffen sich zur letzten Entscheidung.

## Kritik
„Parodistische Akzente überwiegen in diesem Film, wenngleich immer wieder Konzessionen ans Klischee gemacht werden. Stilbrüche sind die Folge.“

„Der Film enthält zahlreiche sehr gut gemachte Actionsequenzen, allerdings auch eine längere Schlägerei, auf die man ohne Probleme hätte verzichten können.“

„Bekannte Muster (werden) auf wenig einfallsreiche Weise persifliert und (fallen) dabei einer gewissen Unübersichtlichkeit zum Opfer. Akzeptable Feierabendunterhaltung mit solidem Handwerk.“

„(…) die Dialoge bestreitet im wesentlichen das Waffenarsenal. (Wertung: 1 Stern – schwach)“

## Sonstiges
Die drei Reiter zu Beginn des Filmes sind Lookalikes von Django, dem Mann ohne Namen (Clint Eastwood) und Colonel Mortimer (Lee van Cleef).